# Entephria hauderi
Entephria hauderi là một loài bướm đêm trong họ Geometridae.